# ちょっとヨロシク!
『ちょっとヨロシク!』は、吉田聡による日本の漫画。

## 概要
『週刊少年サンデー』（小学館）1985年17号より1987年20号まで連載された。単行本は小学館から、少年サンデーコミックス全12巻（うち、11巻までが連載収録、12巻は短編集となっている）、ワイド版全6巻。
芸術家の両親を持つ天才児・羽田礁太郎と、息鳴高校（いきなりこうこう）を取り仕切る番長グループのボス・苺谷香が、様々な部活を転々としながらドタバタを繰り広げるコメディ漫画である。登場する部活はスポーツを中心に多岐にわたり、当時ほとんど知られていなかった、カーリングやクロスカントリースキーなどの競技にいち早く着目した点で先見の明を感じさせる。作中の部活の流れは下記。
ラグビー部→水球部→ウェイトリフティング部→カーリング部→体操部→ゲートボール部→アルバイト部→演劇部→クロスカントリースキー部
連載中、苺谷香を主人公にした『ストロベリー』、羽田礁太郎を主人公にした『ウイング』、花田秀一を主人公にした『フラワー』が、スピンオフ作品として掲載されている。
連載終了後の2005年、『週刊ヤングサンデー』22・23合併号に特別編として、大学に入った彼らのその後を描いた『もっとヨロシク!』が掲載された。

## 登場人物

### 息鳴高校
羽田礁太郎（はねだ しょうたろう）
主人公。高校1年生。画家の父と音楽家の母を持ち、勉強もスポーツも何でもこなす天才児。小学校のころに日本を離れ、5年ぶりに日本へと戻ってきた。番長の苺谷に何かとちょっかいを出し、苺谷の創設した部活に入って活躍する。見かけによらず、喧嘩が強く、本気になれば苺谷ら番長グループ数人を返り討ちにできるレベル。幼馴染のあずさとは喧嘩しながらも恋仲に近い関係。
大森あずさ（おおもり あずさ）
魚屋「魚金」の一人娘。高校1年生。礁太郎とは幼馴染の間柄。パーマをかけた女の子で、女の子ながら腕っ節が強く、ウェイトリフティング部では活躍した。
二ノ宮静奈（にのみや しずな）
黒髪ロングヘアの、二ノ宮財閥の御令嬢。高校1年生。幼いころから会ったこともない礁太郎に憧れており、婚約者とまで言い切っていた。苺谷の部活にはマネージャーとして入るが、いつの間にかあずさとならんで女子部員となった。
花田秀一（はなだ しゅういち）
高校1年生。眼鏡をかけた、鼻の大きな気弱な少年。部員全員、苺谷の試験勉強に対する嫌がらせにもメゲず勉強はできるが、運動が苦手で、様々な不幸に巻き込まれる体質。苺谷に無理矢理引きずり込まれて部活を始めるが、本人がやる気を起こすと苺谷によって違う部に変えられてしまうという繰り返しとなっている。苺谷や番長グループが絡まなくても、私生活においてもツキが無いため「なんてついてないんだ」が口癖。
ゲートボール部の時期に、スランプに陥った苺谷に、部長の座を賭けた勝負を挑まれ、放心状態のまま勝利し、一時的に「部長」になった事もある。
寺の息子で、箒掃除と牛乳飲みが得意。また、トイレで苺谷と並んだ時にナニがデカいと言われている。俗に言うオタクで、この関係の交友関係が広い。『湘南爆走族』の登場キャラ達が通う波打際高校の学園祭で行われた、モデルガンの展示会にコレクターとして登場している。

### 番長グループ
苺谷香（いちごたに かおり）
息鳴高校を取り仕切る番長グループのボス。高校3年生。坊主頭にゴリラのようないかつい風貌で、喧嘩では負け知らず。当初はラグビー部の主将であり将来を期待されていたが、礁太郎が活躍するのが気に入らずに部活を別の部に改めた。それがきっかけで、様々な部に挑戦することとなる。部は主にマイナースポーツをすることが多く、ゲートボール対決（学校での対決ではないので厳密には部活ではないが）の時には苺谷グループに羽田、花田たちを加え「ザ・ブリバリーズ」というチーム名がついた。二ノ宮静奈に惚れている。勉強は学年最下位だが、運動神経は抜群の為大学進学は出来たのだが静奈と一緒に居たいため留年する。二度目の留年時期は自分の我儘の所為で羽田の成績が下がったため留学話が持ち上がり、羽田の為卒業する（結局、羽田は留学しない）。結果一浪したものの、持ち前の運動能力を買ってもらい大学進学しカヌー部を作る所で物語は終わる。因みに番長グループ、羽田、花田全員同じ大学でありブリバリーズが再結成されたのかは語られていない。
ワガママで粗暴な性格に反して、音楽や絵画など芸術に対して感受性が強く、礁太郎のピアノに素直に感動し、涙を流して評価するなど本人曰く「音楽カンショーに私情は混じえない主義」
「ストロベリーマスク」というリングネームでプロレスラーとして活躍している兄がいる。
武井和樹（たけい かずき）
番長グループの1人。高校2年生。ヒゲを生やしている。元テニス部で運動の才能があることから強引にラグビー部に入部させられる。全部活通じてレギュラーで活躍。ブリバリーズの中で唯一キスをした経験を持ち、重量挙げの際は、女子生徒から歓声があがるなど、女子生徒にモテる様子がある。試験勉強中、苺谷に嫌がらせをされて、強制的に寝かされる描写がある。
鉢条豊（はちじょう ゆたか）
番長グループの1人。高校2年生。坊主頭で太っている。ラグビー部には浜崎と共に志願して入部。水球部編で花田と共に泳げないことが判っている。デブだが足は速い。番外編で好きな女の子に告白する純情な面を持つ。初期の頃には、武井から「鉢条さん」と敬称付きで呼ばれるなど、上下関係をにおわせる描写もある。
大貫（おおぬき）
番長グループの1人。高校2年生。パーマ頭。入学早々苺谷にガンを飛ばし、殴られた上でラグビー部に入部させられる。校長から武井と共に運動神経は市内有数と言われる。つぶつぶオレンジジュースが嫌い。
浜崎（はまさき）
番長グループの1人。高校2年生。スキンヘッドにつり上がった鼻。鉢条と共に志願してラグビー部に入部。苺谷にチョロＱを奪われたことを根に持っている。

### その他の人物
二ノ宮損得（にのみや そんとく）
二ノ宮財閥の会長。静奈の父。礁太郎を高く買っており、彼の活躍のために様々な援助をする。駄洒落好きで、校長とは仲良し。
校長（こうちょう）
息鳴高校の校長を務める、ハゲ頭の初老の男性。苺谷の身体能力を高く評価しているが、一方で彼の行動には頭を痛めることも。
羽田句宇紅（はねだ くうこう）
礁太郎の父。日本屈指の画家。ひょうきんな性格。
伊集院清（いじゅういん きよし）
暮捲高校（ぐれまくりこうこう）のあらゆる球技部のキャプテン。美形でうぬぼれ屋だが、こと球技にかけては天才児。苺谷のラグビーのライバルだったが、その苺谷をも凌ぐ羽田にもライバル心を燃やす。自信家だが球技以外はさっぱりできないことを認めており、ブリバリーズが球技以外のときは審判役で登場したりする。